# Nerpio
Nerpio es una localidad y municipio español perteneciente a la provincia de Albacete, en la comunidad autónoma de Castilla-La Mancha. Está situado en el extremo meridional de la comarca de Sierra de Segura. Limita con los municipios albaceteños de Yeste y Letur; con Huéscar y Puebla de Don Fadrique, en Granada; con Moratalla, en Murcia; y con Santiago-Pontones, en Jaén. Además, su término municipal es el más meridional de la provincia de Albacete y de toda Castilla-La Mancha.
Por carretera se encuentra a 156 km de Albacete, por Elche de la Sierra y Aýna, o a 189 km, por la ruta de la Venta del Olivo, algo más rápida que la anterior, al discurrir en buena medida por autovía. De la capital murciana dista 134 km.
Cuenta con una población de 1150 habitantes (INE 2024). Cerca de la mitad viven en el casco; el resto se reparten entre las pedanías de Beg, Bojadillas, Cañadas, Los Chorretites de Abajo, Cortijo del Herrero, Cortijo Nuevo, Fuente de la Carrasca, Huebras, La Molata, Pedro Andrés y Yetas de Abajo.

## Historia
La presencia de los grupos prehistóricos en estos parajes se confirma con unos documentos particularmente valiosos, más de una treintena de estaciones con arte rupestre prehistórico levantino (10 000-6500 años antes del presente), entre los que destaca el conjunto de Solana de las Covachas, con 200 representaciones de arqueros, mujeres y la clásica fauna de este arte (cabras, ciervos, toros y caballos).
Por su parte, el Torcal de las Bojadillas con centenares de figuras, se constituiría en el otro gran conjunto que conserva las expresiones creenciales de los últimos grupos cazadores-recolectores. Este arte figurativo -que no naturalista, como pertinaz y equivocadamente se insiste-, exclusivamente pictórico, monocromo, con diseño de imágenes planas, con una técnica de ejecución singular, mediante las plumas de aves y consiguiendo el trazo de pluma levantino es una manifestación excepcional y única en Europa occidental.
Otros yacimientos con este mismo arte se encuentran en los municipios de Letur (Barranco Segovia, Cerro Barbatón...), Aýna (Cueva del Niño), Minateda (Abrigo Grande, Los Cortijos...), Alpera (Cueva de la Vieja, Queso, Carasoles...) y Almansa (Barranco del Cabezo del Moro y Cueva de Olula).
También los grupos productores neolíticos expresaron parte de sus creencias a través de la pintura mediante motivos abstractos (trazos, puntos, máculas...), el llamado arte esquemático (6500-3200 años antes del presente), del que el término de Nerpio ofrece también un excelente muestrario. Cabe destacar, entre varias decenas, el Abrigo del Castillo de Taibilla y el propio Solana de las Covachas, en sus abrigos III, V, VI y IX.
Otros enclaves con arte esquemático son los de Socovos (El Conjuraor), Letur (Cueva Colorá, Saúco, Covachicas...) y Alpera (Cueva de la Vieja, Carasoles II, Queso...).
Estas expresiones artísticas prehistóricas han sido declaradas, desde 1998, Patrimonio de la Humanidad por la Unesco bajo el nombre administrativo convencional de Arte Rupestre del Arco Mediterráneo de la península ibérica.
Territorio perteneciente a la antigua Taifa de Murcia en época musulmana, se convierte en dominio de la Corona de Castilla, dentro del Reino de Murcia en virtud del Tratado de Alcaraz en 1243, de mano del infante Alfonso, futuro Alfonso X el Sabio.
En la Edad Media el núcleo principal de población era Taibilla, donde está situado el actual castillo de Taibilla. La Encomienda de Taibilla pertenecía a la Orden de Santiago dentro del Reino de Murcia.

### SigloXIX
Así se describe a Nerpio en la página 154 del tomo XII del Diccionario geográfico-estadístico-histórico de España y sus posesiones de Ultramar, obra impulsada por Pascual Madoz a mediados del siglo XIX:

NERPIO

Villa con ayuntamiento en la provincia y audiencia territorial de Albacete (22 leguas), partido judicial de Yeste (9), capitanía general de Valencia (46), diócesis de Cartagena, cuyo obispo reside en Murcia (22).
Situada en terreno áspero con buena ventilación y clima algo destemplado. Las enfermedades más comunes son calenturas e hidropesías.
Tiene 600 casas, la consistorial con cárcel; escuela de instrucción primaria frecuentada por 35 alumnos, a cargo de un maestro dotado con 1100 reales; otra de niñas, cuya maestra percibe 600 reales; una fuente de buenas aguas; una iglesia parroquial (La Purísima Concepción) servida por un cura y un sacristán.
El término confina con los de Yeste, Moratalla, Puebla de Don Fadrique y Santiago de la Espada. Dentro de esta circunferencia se encuentran varias fuentes e buenas aguas, el caserío de la Noguerica y los partidos rurales de Yetas, Cañadas y Pardales, Tercia y Río, Dehesa y Jutia con Huebras; en cada uno de estos partidos hay una ermita.
El terreno en su calidad participa de mediana e ínfima, la mayor parte quebrado y áspero; le bañan los arroyos de Taivilla y de las Fuentes.
Caminos los que dirigen a los pueblos limítrofes, todos de herradura y en mal estado por la escabrosidad del terreno. Correo: se recibe y despacha en la administración de Caravaca.
Producciones: cereales, legumbres, patatas, leñas de combustible y yerbas de pasto con las que se mantiene ganado lanar y vacuno; hay caza de liebres, conejos, perdices y algún venado; pesca de truchas y anguilas.
Industria: la agrícola y varios molinos harineros.
Comercio: exportación del sobrante de frutos y ganados, e importación de los artículos que faltan.
Población: 773 vecinos, 3386 almas.

Capital productivo: 8 824 835 reales. Imponible: 339 662. Contribución: 24 677.

## Geografía

### Situación
Integrado en la comarca de la Sierra del Segura Albaceteña, se encuentra situado a 152 km de la capital provincial, a 131 km de Murcia, a 214 km de Granada y a 255 km de Jaén.
| Noroeste: Yeste                      | Norte: Yeste                     | Nordeste: Yeste y Letur                               |
| Oeste: Yeste y Santiago-Pontones (J) |                                  | Este: Moratalla (MU)                                  |
| Suroeste: Huéscar (GR)               | Sur: Puebla de Don Fadrique (GR) | Sureste: Puebla de Don Fadrique (GR) y Moratalla (MU) |

## Demografía
Cuenta con una población de 1150 habitantes (INE 2024).
| Gráfica de evolución demográfica de Nerpio entre 1842 y 2021                                                          |
| |
| Población de derecho según los censos de población del INE. Población de hecho según los censos de población del INE. |

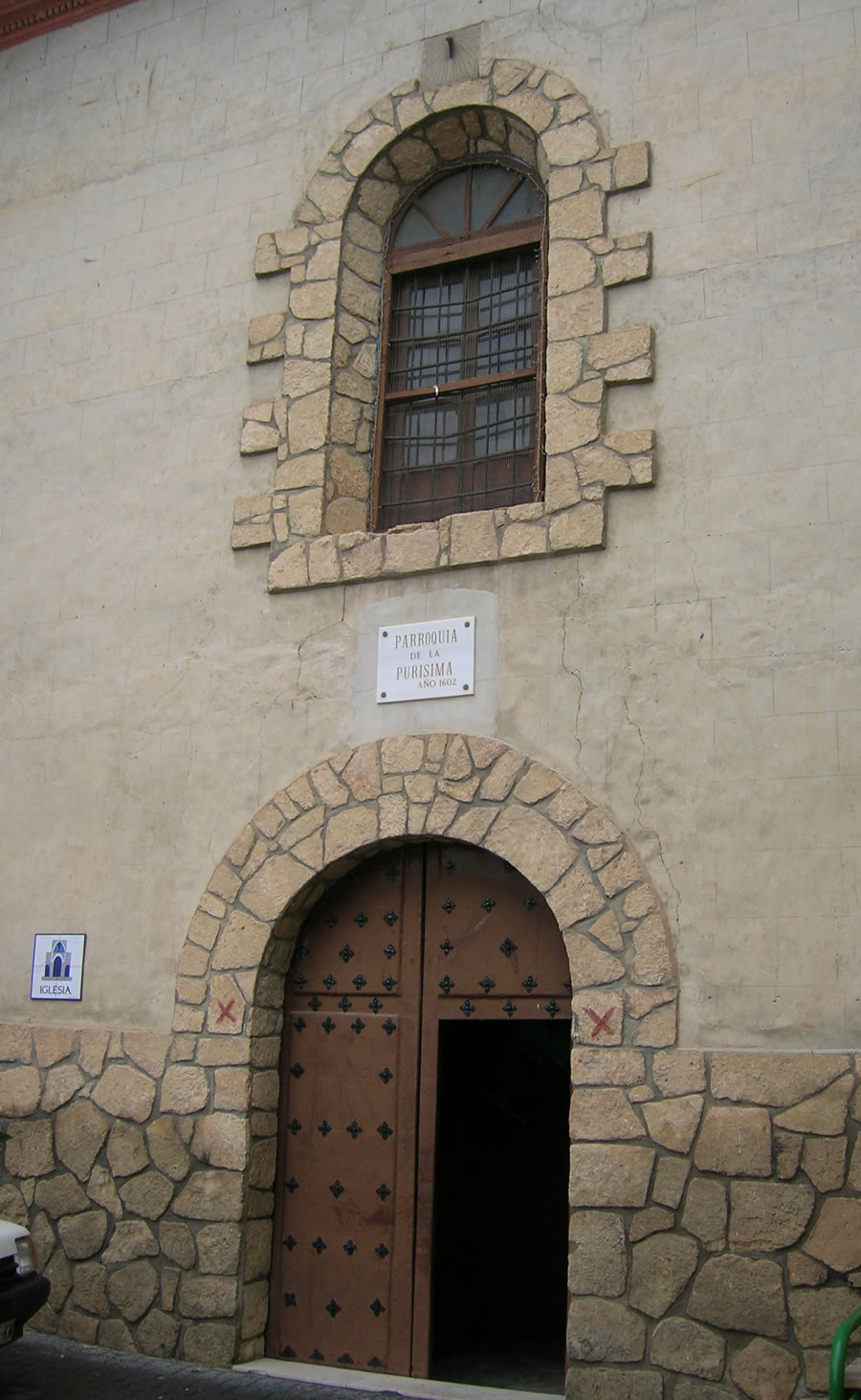
Parroquia de la Purísima (1602)

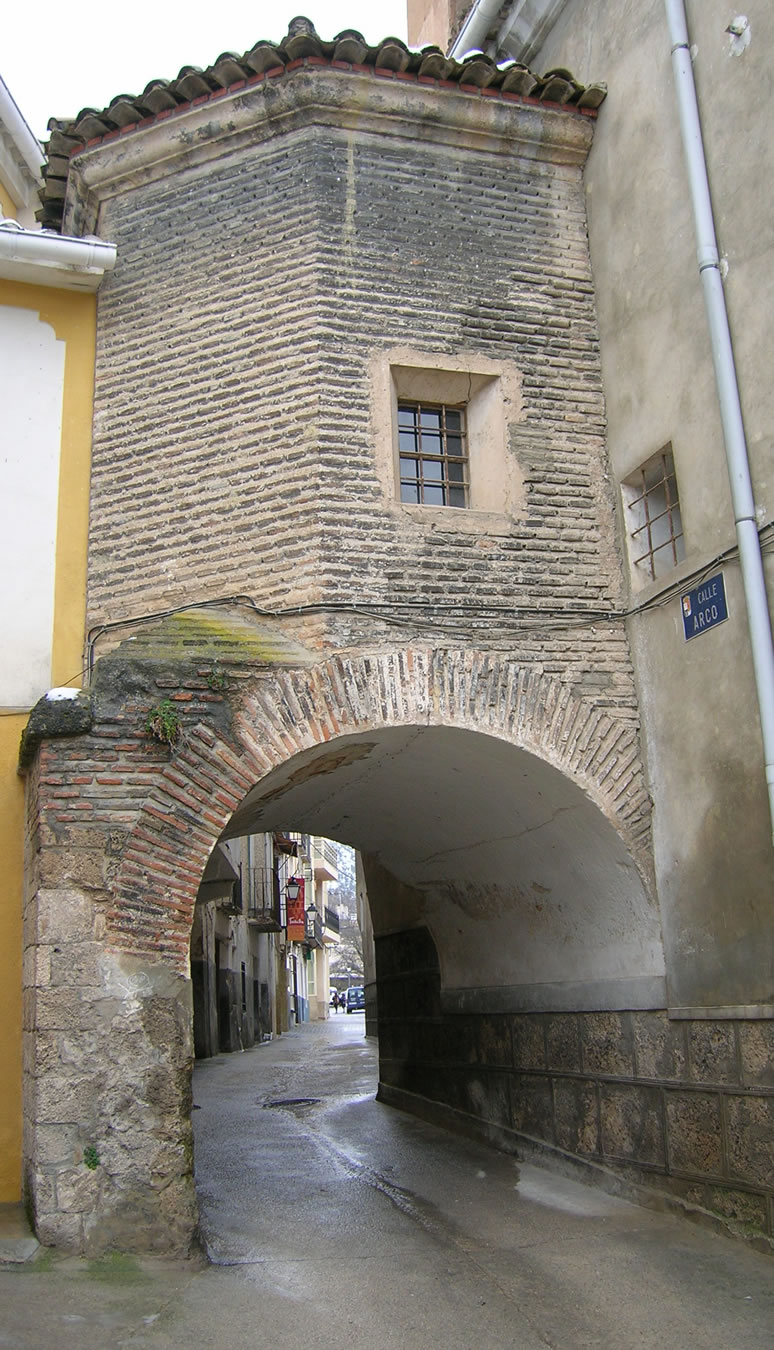
Calle del Arco

La evolución demográfica de Nerpio sigue el patrón habitual de la zona (véase por ejemplo Férez o Yeste), con decremento algo retrasado, pero muy intenso a partir de 1950-1960 (-64 % en 40 años); con la particularidad, en este caso, de que frente a lo que parecía en la década de 1990 no se ha logrado aún la plena estabilidad (-16 % en los últimos 15 años).

## Gastronomía
Entre las comidas tradicionales de Nerpio destacan las migas, andrajos, olla de aldea y olla de alubias morunas.